# Politiske partier i Østrig
Politiske partier i Østrig udgør en vigtig del af parlamentarismen og demokratiet i Østrig. De er som begreb nævnt i Østrigs forfatning men er ikke nærmere defineret. Dette sker imidlertid i partiloven (Parteiengesetz), hvis første artikel har forfatningsrang. Loven fastslår, at eksistensen og mangfoldighed af partier er en væsentlig bestanddel af den demokratiske orden i republikken, og at grundlæggelsen af partier er fri, og at deres virke ikke må indskrænkes gennem særlige retsforskrifter.

## Parlament
Det er en liste over partier repræsenteret i Østrigs parlament.
| Navn                                           | Navn  | Navn på Dansk                           | Partiformand          | Politiske position              | Ideologi                             | Nationalrådet | Forbundsrådet | Europa-Parlamentet |
| ---------------------------------------------- | ----- | --------------------------------------- | --------------------- | ------------------------------- | ------------------------------------ | ------------- | ------------- | ------------------ |
| Österreichische Volkspartei                    | ÖVP   | Østrigske Folkeparti                    | Sebastian Kurz        | Centrum-højre                   | Konservatisme,Kristendemokrati       | 71 / 183      | 25 / 61       | 7 / 19             |
| Sozialdemokratische Partei Österreichs         | SPÖ   | Østrigs Socialdemokratiske Parti        | Pamela Rendi-Wagner   | Centrum-venstre                 | Socialdemokratisme                   | 40 / 183      | 19 / 61       | 5 / 19             |
| Freiheitliche Partei Österreichs               | FPÖ   | Østrigs Frihedsparti                    | Herbert Kickl         | Højrefløj                       | Nationalkonservatisme Højrepopulisme | 30 / 183      | 11 / 61       | 3 / 19             |
| Die Grünen – Die Grüne Alternative             | GRÜNE | De Grønne - Det Grønne Alternativ       | Werner Kogler         | Centrum-venstre til venstrefløj | Grøn ideologi, Progressivisme        | 26 / 183      | 5 / 61        | 3 / 19             |
| NEOS – Das Neue Österreich und Liberales Forum | NEOS  | NEOS - Det Nye Østrig og Liberale Forum | Beate Meinl-Reisinger | Centrum                         | Liberalisme                          | 15 / 183      | 1 / 61        | 1 / 19             |

### Partier repræsenteret i delstaterne
Disse partier har ikke national repræsentation, men har repræsentation i en af de østrigske delstater.
| Navn                                               | Navn  | Navn på Dansk                                                  | Politiske position                                             | Ideologi                     | Delstat repræsenteret i |
| -------------------------------------------------- | ----- | -------------------------------------------------------------- | -------------------------------------------------------------- | ---------------------------- | ----------------------- |
| Bürgerforum Österreich                             | FRITZ | Østrigs Borgerforum                                            | Centrum-højre                                                  | Regionalisme                 | Tyrol                   |
| Kommunistische Partei Österreichs                  | KPÖ   | Østrigs Kommunistiske Parti                                    | Yderste venstrefløj                                            | Kommunisme                   | Styria                  |
| MFG – Österreich Menschen – Freiheit – Grundrechte | MFG   | MFG - Østrigske Mennesker - Frihed - Grundlæggende Rettigheder | Kan ikke placeres på den traditionelle højre-venstrefløj akse. | Vaccineskepsis Anti-Lockdown | Oberösterreich          |
| Team Kärnten                                       | TK    | Team Kärnten                                                   | Centrum                                                        | Regionalisme                 | Kärnten                 |

## Andre partier
For at et parti kan anerkendes, skal det ifølge partiloven have en vedtægt, som skal indgives til Østrigs Indenrigsministerium. Da det er forholdsvis nemt at få registreret et parti, er der i dag mere end 900 vedtægter for politiske partier i ministeriet. Ved det seneste Landdags, Nationalråds- eller Europarådsvalg (pr. november 2012) stillede følgende partier op:
- SLP – Sozialistische Linkspartei
- CPÖ – Christliche Partei Österreich
- LIF – Liberales Forum
- Junge Liberale Österreich
- MUT-Partei, Mensch Umwelt Tierschutz - Die Tierrechtspartei
- Partei für Umwelt, Mensch und Arbeit
- Unabhängige Bürgerinitiative Rettet Österreich (RETTÖ)
- REKOS -Die Reformkonservativen